# Pezdirk
Pezdírk (tudi pezdírek) (znanstveno ime Rhodeus amarus) je sladkovodna riba iz družine pravih krapovcev (Ciprinidae). Najprej je to ribo opisal Marcus Elieser Bloch leta 1782 kot Cyprinus amarus, v znanstveni literaturi pa so jo poimenovali Rhodeus sericeus amarus. 

## Opis
Pezdirk je majhna riba z visokim, bočno stisnjenim telesom, pokritim z velikimi luskami in nepopolno pobočnico. Ima majhno glavo z majhnimi končnimi usti. Hrbet je pri odraslih primerkih sivozelene barve, boki so živih kovinskih barv, od vijolične, rožnate ali modrikaste po sredini bokov pa proti repni plavuti poteka modra proga. Plavuti so svetlejših odtenkov, med drstjo pa postanejo rdečkaste barve. Pezdirk doseže dolžino do 9 cm, v povprečju pa le 5-6. Spolno dozorijo v drugem ali tretjem letu starosti, drstijo pa se od aprila do maja v mirnih delih rek, kjer živi tudi sladkovodna školjka, potočni škržek, od katere je odvisno razmnoževanje te ribje vrste. Vanje namreč samica s pomočjo posebne cevke odloži od 40 do 100 iker. Samec v bližino školjke izbrizga semensko tekočino, ta pa skupaj z vodo posrka spermalne celice in oplodi ikre. Znotraj školjke prve tri do štiri tedne tudi živi ribji zarod pezdirkov.
Osnovna hrana pezdirka je plankton ter odmrli delci vodnega rastlinja, občasno se hrani tudi z raznimi maloščetinci.

## Razširjenost
Pezdirk je razširjen od reke Neve na SZ Francije pa vse do Kaspijskega jezera na vzhodu. Na severu ga najdemo tudi v jugovzhodni Angliji pa vse do južne Finske. Na jugu je skrajna točka reka Marica in severna Turčija. Živi v obalnem pasu vseh počasi tekočih vodotokov, pa tudi v jezerih in drugih stoječih vodah. Ogroža ga onesnaženje vodotokov, kar povzroča izumiranje potočnega škržka, ki je ključen za razmnoževanje te ribje vrste.